# Pavage de Pythagore

Un pavage de Pythagore.

Un pavage de Pythagore ou pavage à deux carrés est un  pavage du plan euclidien par des carrés de deux tailles différentes, dans lequel chaque carré d'une taille est entouré de quatre carrés de l'autre taille.
On peut y retrouver plusieurs preuves du théorème de Pythagore par constructions de puzzles expliquant ainsi l'origine de son nom. Il est couramment utilisé comme modèle pour carreler des sols et des murs. On parle alors de « pose en pipe », en référence à la forme de pipe que dessinent les joints entre les carreaux.
Ce pavage possède une symétrie de rotation d'ordre 4 autour du centre de chacun des carrés. Lorsque le rapport des longueurs des côtés des deux carrés est un nombre irrationnel comme le nombre d'or, ses sections par des droites parallèles aux côtés forment des  suites apériodiques avec une structure récursive similaire au mot de Fibonacci. Des généralisations de ce pavage à la dimension trois ont également été étudiées.

## Topologie et symétrie
Le pavage de Pythagore est le seul pavage avec deux carrés de deux tailles différentes qui soit à la fois unilatéral (deux carrés de même taille ne partagent jamais le même côté) et équitransitif (deux carrés de même taille peuvent être images l'un dans l'autre par une symétrie du pavage).
Topologiquement, le pavage de Pythagore a la même structure que le pavage carré tronqué constitué de carrés et d'octogones réguliers. Chaque petit carré du pavage de Pythagore est adjacent à quatre carrés plus grands, tout comme les carrés du pavage carré tronqué sont adjacents à quatre octogones, tandis que chaque plus grand carré du pavage de Pythagore est adjacent à huit voisins qui alternent entre grands et petits carreaux, tout comme les octogones du pavage carré tronqué. Cependant, les deux pavages ont des ensembles de symétries différents, car le pavage carré tronqué est invariant par réflexion, ce qui n'est pas le cas du pavage de Pythagore. Mathématiquement cela peut s'expliquer en disant que le pavage carré tronqué est invariant par l'ensemble des isométries d'un carré (isométries centrées sur les centres des carrés et des octogones) soit le groupe diédral {\displaystyle D_{8}} tandis que le pavage de Pythagore a un groupe de papier peint moins riche généré par seulement les rotations d'angle {\displaystyle \pi /2}. C'est un motif chiral, c'est-à-dire qu’il n'est pas superposable à son image dans un miroir en utilisant seulement des rotations et des translations.
Un pavage uniforme (en) est un pavage constitué de polygones réguliers dans lequel deux sommets quelconques sont images l'un de l'autre par une symétrie du pavage. Habituellement, un pavage uniforme doit en outre avoir ses pavés qui se rencontrent bord à bord, mais si cette exigence est assouplie, il y a huit pavages uniformes supplémentaires. Quatre sont formés de bandes infinies de carrés ou de triangles équilatéraux, et trois sont formés de triangles équilatéraux et d'hexagones réguliers. Le dernier est le pavage de Pythagore.

## Théorème de Pythagore et découpages

Les cinq pièces des puzzles utilisés dans leurs démonstrations par Al-Nayrizi and Thābit ibn Qurra (gauche) et par Henry Perigal (droite)

Ce pavage est appelé  pavage de Pythagore car il peut illustrer les démonstrations du théorème de Pythagore par les mathématiciens de l'âge d'or islamique du IXe siècle Al-Nayrizi et Thābit ibn Qurra, et par le mathématicien amateur britannique du XIXe siècle Henry Perigal,
,
,
. Si les côtés des deux carrés formant le pavage ont pour longueurs a et b, alors la distance la plus proche entre deux points correspondants sur des carrés isométriques est c, où c est la longueur de l'hypoténuse d'un triangle rectangle de côtés a et b. Par exemple, dans l'illustration de gauche, les deux carrés du pavage ont pour dimensions 5 et 12, et le carré du pavage régulier superposé a pour dimension 13, illustrant le triplet pythagoricien (5,12,13).

Superposition des deux pavages permettant le découpage en six pièces.

En superposant un grille carrée de dimension c sur le pavage, on génère, dans chaque carré de la grille, un puzzle à 5 pièces, permettant ensuite de reconstituer, par simple translation, deux carrés de dimensions a et b., démontrant par là que la somme des aires des deux petits carrés est égale à l'aire du grand carré (a2 + b2 = c2).
De même, la superposition de deux pavages de Pythagore associés à la même grille carrée, peut être utilisée pour produire un découpage en six pièces de deux carrés inégaux en deux carrés inégaux différents.

## Coupes transversales apériodiques

Une suite apériodique générée à partir d'un pavage dont le rapport des dimensions des carrés est égal au nombre d'or.

Bien que le pavage de Pythagore soit lui-même périodique (il est invariant par translation), ses sections transversales peuvent être utilisées pour générer des suites apériodiques.
Dans la « construction de Klotz » pour les suites apériodiques (Klotz est un mot allemand pour bloc), on forme un pavage de Pythagore avec deux carrés dont les tailles sont choisies pour que le rapport entre les longueurs des deux côtés soit un nombre irrationnel X. Ensuite, on choisit une ligne parallèle aux côtés des carrés, et forme une suite de valeurs binaires à partir des tailles des carrés traversés par la ligne: un 0 correspond à un croisement avec un grand carré et un 1 correspond à un croisement avec un petit carré. Dans cette suite, la proportion relative de 0 et de 1 sera dans le rapport X:1. Cette proportion ne peut pas être atteinte par une suite périodique de 0 et de 1, car elle est irrationnelle, donc la suite est apériodique.
Si, pour X, on choisit le nombre d'or, la suite de 0 et 1 ainsi construite a une construction récursive analogue à celle du mot de Fibonacci.[pas clair]

## Résultats connexes
Selon la conjecture de Keller, tout pavage du plan par des carrés congruents doit inclure deux carrés qui se rencontrent bord à bord. Aucun des carrés du carrelage de Pythagore ne se rencontre bord à bord mais ce fait ne viole pas la conjecture de Keller parce que les carreaux ont des tailles différentes, donc ils ne sont pas tous congruents les uns aux autres.
Le pavage de Pythagore peut être généralisé à un pavage tridimensionnel de l'espace euclidien par des cubes de deux tailles différentes, qui est également unilatéral et équitransitif. Attila Bölcskei appelle ce pavage tridimensionnel le Rogers filling. Il conjecture que, dans toute dimension supérieure à trois, il existe à nouveau une manière unilatérale et équitransitive unique de pavage de l'espace par hypercubes de deux tailles différentes.

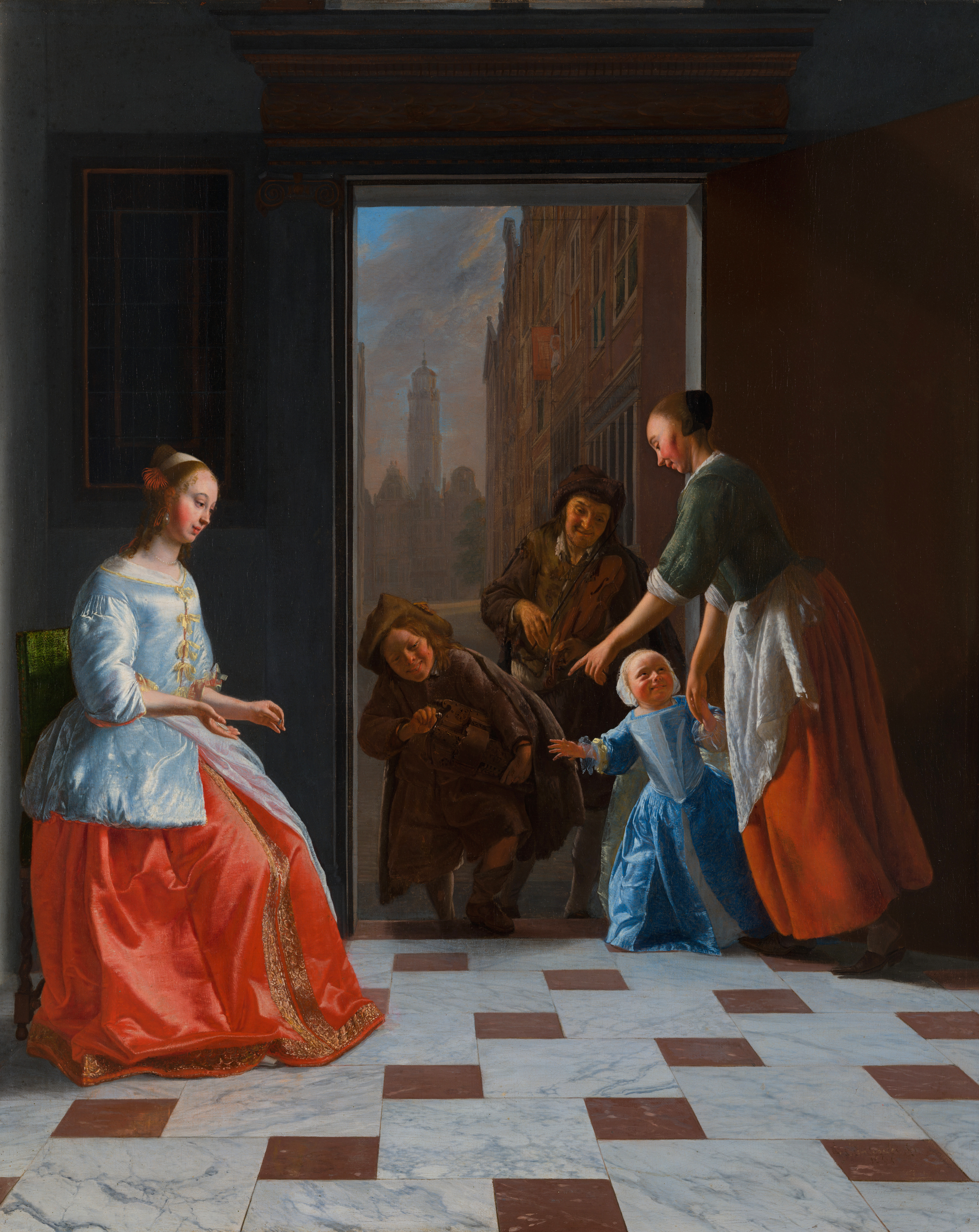
Musiciens de rues devant la porte, Jacob Ochtervelt, 1665. Selon Nelsen, le carrelage du sol dans cette peinture dessine un pavage de Pythagore.

Burns et Rigby ont trouvé plusieurs pavés primitifs (en), incluant le flocon de Koch, qui peuvent être utilisés pour carreler le plan uniquement en utilisant des copies du pavé primitif dans deux ou plusieurs tailles différentes, . Un article antérieur de Danzer, Grünbaum et Shephard fournit un autre exemple, un pentagone convexe qui dalle le plan uniquement lorsqu'il est combiné en deux tailles. Bien que le pavage de Pythagore utilise deux tailles de carrés différentes, le carré n'a pas la propriété de ces pavés primitifs pavant uniquement par similitude, car il est également possible de carreler le plan en utilisant uniquement des carrés d'une seule taille.

## Application
Une première application structurelle du carrelage de Pythagore apparaît dans les travaux de Léonard de Vinci, qui l'a considéré parmi plusieurs autres modèles potentiels pour l'élaboration de ses planchers. Ce carrelage est également utilisé de manière décorative, en carrelage ou autres modèles, comme on peut le voir, par exemple, dans la peinture Musiciens des rues devant la porte (1665) de Jacob Ochtervelt. On suggère parfois que c'est en voyant un carrelage similaire dans le palais de Polycrate de Samos que Pythagore aurait pu avoir l'idée originale de son théorème.